# 州副官 (美國)
副官（英語：The Adjutant General，TAG）是指美國各州和海外領地設置的高級軍官職位，負責指揮各州包含國民警衛隊、州防衛隊、州海軍民兵在內的州武裝力量。各州民兵在平時不受美國聯邦政府和美國總統指揮，並根據文人領軍原則，由民選的州長擔任總司令，但州長不一定具有軍事專業，因此會將指揮權委託給副官處理地方軍事相關事務。

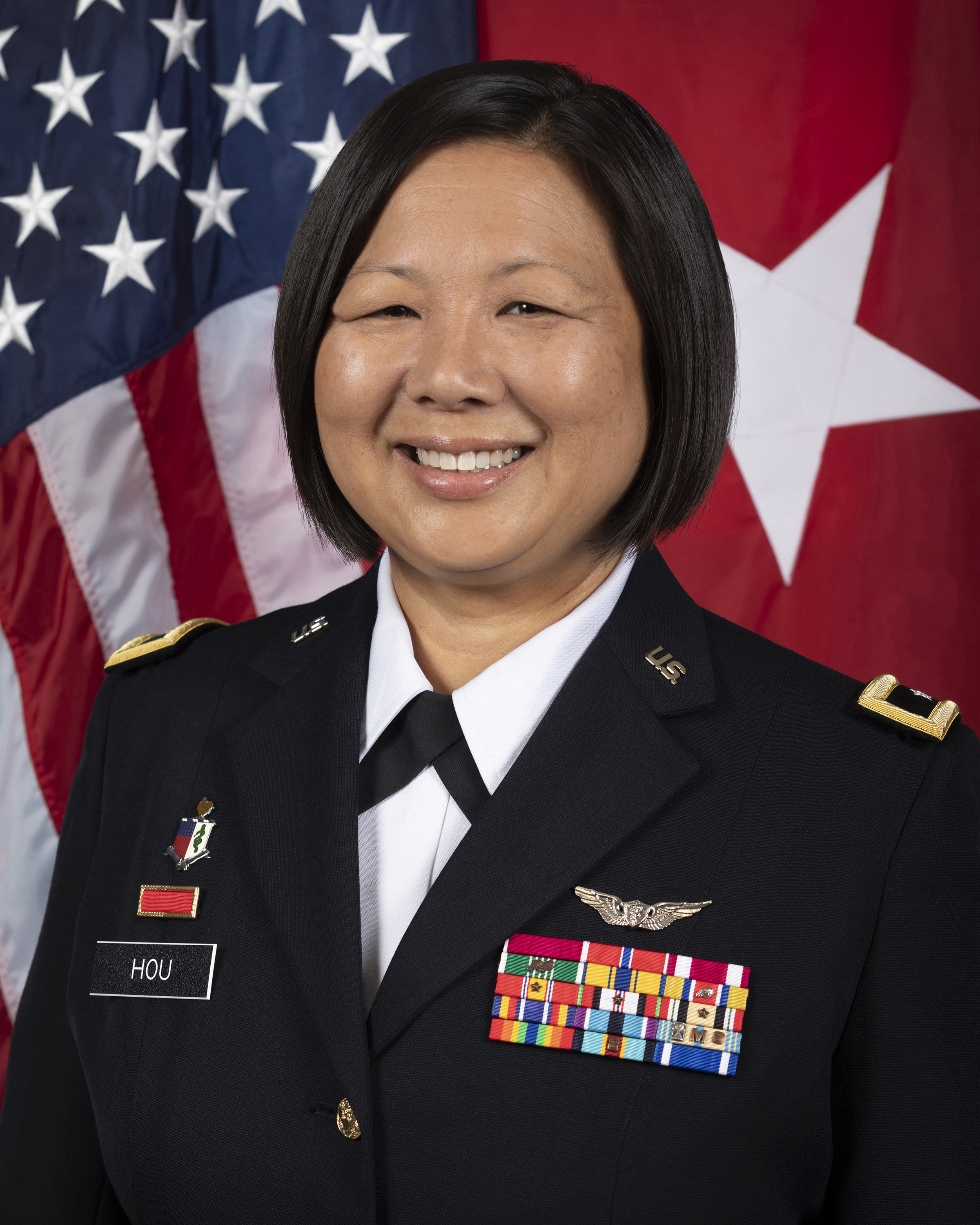
侯麗莎少將，D.O.，曾任紐澤西州副官。

## 職責
副官的職責除了各州民兵，此外還承擔由州憲法、州法和其他州行政命令賦予的其它職責。副官的職責包括：
- 國民警衛隊

每位副將指揮所屬州的陸軍國民警衛隊和空軍國民警衛隊，這些部隊平時不屬於聯邦現役部隊，但國民警衛隊聯邦化後，它就會從州轉移到國防部，並置於美國陸軍或美國空軍指揮之下。
- 州防衛隊

共有二十三個地方設有地面的州防衛隊，這些部隊由各州長指揮的民兵組成，通常承擔支援任務。另外有八個州擁有海軍民兵部門，而德克薩斯州和波多黎各擁有自己的空軍民兵。
- 緊急事務管理

有一些州副官負責監督緊急事務管理，因為這些緊急事務管理單位通常是非軍事組織，但與國民警衛隊和州防衛隊都有密切的工作關係，並直接與聯邦緊急事務管理署合作。
- 國土安全

通常各州國土安全由執法部門負責，但也有一些州將國土安全交由州軍事部門負責。
- 退伍軍人事務

通常各州設有獨立的退伍軍人事務部，但也有一些州將退伍軍人事務交由州軍事部門負責。

全國54名副官共同組成美國州副官協會（AGAUS），致力於加強國家和州的軍事安全。

## 任命
通常各州和各領地的副官由州長或總督直接任命，除少數例外，例如佛蒙特州副官由佛蒙特州議會投票任命、哥倫比亞特區國民警衛隊指揮官和副官則皆由美國總統任命、南卡羅萊納州副官原本是由全州選舉產生，直到2014年公投改由州長任命。每位副官都是高級軍官，多數人擁有聯邦軍隊現役軍銜，少數人由於各種原因，例如美軍退休年限，只擁有其所在州的軍銜。